# Laboratoire d'électronique, informatique et image
Le Laboratoire d'électronique et d'informatique de l'image (LE2I) est un laboratoire de recherche sous tutelle de l’université de Bourgogne, du CNRS et d’Arts et Métiers Paris Tech (depuis 2014). Après avoir été reconnu Formation de Recherche en Évolution (F.R.E.) en 2001, il est devenu Unité Mixte de Recherche (U.M.R. 5158) en 2003, et a été reconduit en 2007 et 2012. Le LE2I est rattaché principalement à l’INSII et à l’INSIS en institut secondaire.
Il regroupe les équipes de recherche en électronique, réalité virtuelle et image de l'institut de Chalon-sur-Saône d'Arts et Métiers ParisTech, de l'Université de Bourgogne et du CNRS. Le laboratoire est une composante de l'institut Carnot « ARTS ».
Le laboratoire comprend 95 Enseignants-Chercheurs, 17 ingénieurs, techniciens et personnels d’encadrement administratif, et environ 80 doctorants et post-doctorants, le LE2I est le seul laboratoire en Sciences et Technologies de l’Information et des Communications (STIC) de la région Bourgogne. Les enseignants-chercheurs du LE2I sont répartis sur quatre sites en Bourgogne, avec les deux tiers du laboratoire à Dijon et des collègues au Creusot, à Auxerre et à Chalon sur Saône. Outre les enseignants-chercheurs de l’École Nationale des Arts et Métiers et de l’Université de Bourgogne, le LE2I accueille également des chercheurs d’AgroSup Dijon qui effectuent leur recherche au sein du département Vision sur le campus de Dijon.

## Axes de recherches et d'enseignement
Les activités de recherche du LE2I s'orientent autour de l'image, domaine d'excellence du laboratoire. Les compétences s'étalent de la conception de capteurs et caméras intelligentes, au traitement de l'image. 
Le LE2I conçoit également des systèmes intelligents, dont les applications couvrent tous les domaines d’activité, depuis la santé jusqu’à l’industrie en passant par la valorisation du patrimoine. Il couvre toute la chaîne de modélisation et de perception de l’environnement, de la vision artificielle à la reconstruction de systèmes intelligents en réalité virtuelle ou augmentée. Ces activités trouvent des applications directes dans l'industrie. Outre les contrats avec les entreprises, le LE2I génère nombre de startups, une en moyenne chaque année.

## Projets notables
En 2015, un réseau de caméras intelligentes capables de détecter en temps réel des anomalies de l'image et de réagir sans assistance a été développé,,.
De 2012 à 2015, le LE2I est impliqué dans un projet  de nouvelle mobilité financé par les conseils généraux de Bourgogne et de Franche-Comté. L'objectif est de développer, en partenariat avec le l'IRTES, un nouveau système de perception multi-spectral et de travailler à son implantation dans un véhicule intelligent.
Le LE2I a également participé en 2010 avec l’Ensam, au projet de restitution de l’abbaye de Cluny en réalité augmentée, pour reconstituer les parties disparues en fonction des contraintes de perception des utilisateurs (l’angle de vue ou la luminosité à l’heure de la visite du site),.
Le LE2I a également travaillé sur la définition d'outil de mesure permettant le contrôle qualité. En 2008, il signe un partenariat de recherche avec Michaël Provost, fondateur de la startup Vecteo sur ces thématiques. En 2012, l’Université  permet à la société Vecteo de reprendre ses travaux et de les concrétiser en une solution commercialement exploitable. La société lance alors Octa, le premier robot permettant de rendre le contrôle qualité entièrement automatisé. Cet outil, unique au monde, s’adresse aux industriels des secteurs de l’énergie, de l’automobile, de l’aéronautique et du ferroviaire. Il se substitue à l’intervention humaine pour définir automatiquement des scénarios de mesures permettant le contrôle qualité,.
Le laboratoire travaille également sur un axe international et mène de nombreux projets dans un cadre européen, souvent accompagné par l'Agence Nationale de la Recherche.

## Installations et équipement
Les équipements du laboratoire sont essentiellement constitués d'appareils numériques de haute technologie. On peut citer 2 salles d'immersion virtuelle, des simulateurs statique et dynamique de conduite ou encore des gants de données.

## Localisations
- Institut de recherche d'Arts et Métiers ParisTech à Chalon-sur-Saône
- Campus de l'Université de Bourgogne
- IUT du Creusot et d'Auxerre